# Barranc de les Cues
El barranc de les Cues és un barranc de l'antic terme de Benés, de l'Alta Ribagorça, tot i que administrativament pertany al terme de Sarroca de Bellera, al Pallars Jussà.
Es forma a 2.255 m. alt., a la Pala de les Cues, en el vessant sud-oest del Tossal de les Tres Muntanyes, des d'on davalla cap al sud-oest en direcció al fins de la vall de la Valiri, on s'aboca en tot just un quilòmetre i mig de recorregut.